# (2752) Wu Chien-Shiung
(2752) Wu Chien-Shiung ist ein Asteroid des Hauptgürtels, der am 20. September 1965 am Purple-Mountain-Observatorium in Nanjing entdeckt wurde. 
Der Asteroid wurde nach Chien-Shiung Wu benannt, einer chinesisch-amerikanischen Physikerin, die am Manhattan-Projekt mitarbeitete.